# Ирдынеев, Юрий Ирдынеевич
Ю́рий (Цыбикжап) Ирдыне́евич Ирдыне́ев (бур.  Эрдэниин Сэбэгжаб; 26 августа 1941 года — 20 ноября 2007 года) — советский бурятский композитор, Заслуженный деятель искусств Бурятской АССР, Заслуженный деятель искусств России.

## Биография
Юрий (бурятское имя — Цыбикжап) Ирдынеев родился 26 августа 1941 года в улусе Амагалантуй Бичурского аймака Бурят-Монгольской АССР. В 1964 году окончил теоретико-композиторское отделение Улан-Удэнского музыкального училища им. П. Чайковского (класс композиции Д. Д. Аюшеева и Б. Б. Ямпилова). Работал в Бурятской филармонии, учителем музыки в сельских школах, преподавал в Улан-Удэнском педагогическом училище.
В 1975 году окончил Новосибирскую консерваторию им. М. Глинки. В том же году стал членом Союза композиторов СССР. С 1975 года 20 лет преподавал в Улан-Удэнском музыкальном училище. Одновременно был ответственным секретарём Союза композиторов Бурятии. В 1995 году ушёл с преподавательской деятельности и полностью переключился на творческую работу.
В 1990 году в Бурятском театре оперы и балета поставлен первый балет Юрия Ирдынеева «Лик Богини». В 1991 году за большой вклад в музыкальное искусство республики композитору присуждается Государственная премия Бурятской АССР.
Юрий Ирдынеев обращается в своём творчестве и к вокально-инструментальному жанру: это обработки народных песен, кантаты и песни. Композитор пишет оратории «Ода революции» и «Апассионата», циклы для смешанного и детского хоров, кантату «Ода о братстве народов». Вершиной в этом жанре является сборник «Бурят-монгольские духовные песнопения», получивший благословение главы Буддийской традиционной сангхи России хамбо-ламы Дамбы Аюшеева. Сборник до сих пор является единственным крупным произведение бурятской хоровой музыки в истории мировой музыкальной культуры.
Творчество композитора Юрия Ирдынеева в целом отличается масштабностью мышления, неординарностью художественных замыслов.
В 1993 году ему присваивается звание «Заслуженный деятель искусств России».
Ушёл из жизни 18 ноября 2007 года.

## Произведения
- «Лик богини» — балет
- «Арюун тангариг» — опера
- «Арбан хоёр жэл» — опера для детей
- «Сэсэгмаагай милаан» — опера
- «Героическая симфония» — симфония
- «Дом, в котором живут гномы» — музыкальное представление на стихи калмыцких школьников
- «Элегические стансы»
- «Драматическая поэма»
- «Ода революции» — оратория
- «Апассионата» — оратория
- «Бурят-монгольские духовные песнопения»
- «Светлая душа» — музыка к драматическому спектаклю
- «Мамаша Кураж и её дети» — музыка к драматическому спектаклю

## Награды
- Заслуженный деятель искусств Бурятской АССР (1985)
- Лауреат Государственной премии Республики Бурятия (1991)
- Заслуженный деятель искусств России (20 ноября 1992) — за заслуги в области музыкального искусства